# Tout est pop
Singles de Alain Chamfort
Exister
(2018) Les microsillons
(2018)
Clip vidéo
[vidéo] « Tout est pop », sur YouTube
Tout est pop est une chanson d'Alain Chamfort, extrait de l'album Le Désordre des choses, sorti en 2018.

## Genèse
Les paroles de Tout est pop sont écrites par Pierre-Dominique Burgaud, ami de longue date d'Alain Chamfort avec lequel il avait déjà collaboré sur l'album Une vie Saint-Laurent. Dans cette chanson, Chamfort fustige avec humour l'actuel mélange des genres, comme « le visage de Grégory ou la Joconde de Vinci ». 
Le texte fait référence à de nombreux monuments musicaux et artistiques de la pop culture tels que le Yellow Submarine des Beatles, à Iggy Pop, à Pop Satori, mais aussi en faisant référence au film Paris, Texas. Le texte cité également des personnalités diverses du monde artistique, politiques et religieuses tels que le Pape, Vladimir Poutine, Paris Hilton et Bartók.

## Sortie et accueil

### Réception commerciale
Deuxième extrait de l'album à paraître en single après Exister, Tout est pop atteint la 168e place du Top Singles téléchargées à la même période..
Tout est pop a été la chanson la plus diffusée sur Nostalgie en 2018.

#### Classement hebdomadaire
| Classement (2018)            | Meilleure place |
| ---------------------------- | --------------- |
| France (SNEP Téléchargement) | 168             |

### Clip vidéo
La chanson a fait le buzz grâce à son clip vidéo dévoilé le 27 juin 2018 qui a la particularité d'avoir été tournées dans un studio et avec l'aide de six caméras GoPro fixées sur le dos de Merlin, Mister Freeze, Milo, Cookie, Gaspard et Ebène - cités à la fin de la vidéo -, six chats devenus réalisateurs,,. Le clip est assez bien accueilli car le résultat, selon la rédaction du magazine Rolling Stone, « très fun et décalé, permet à Chamfort de se démarquer, encore et toujours », ajoutant que « même si les prises de vue et les plans sont hasardeux, on a notre dose de légèreté pour la journée ».
Tout est pop est donc le premier clip réalisé par des félins, qui prennent leur mission très à cœur. Recueillis à la SPA pour les besoins de la vidéo, ils ont finalement été adoptés par le dresseur présent sur le tournage.